# Perry County (Mississippi)
Das Perry County ist ein County im US-Bundesstaat Mississippi. Der Verwaltungssitz (County Seat) ist New Augusta. Das U.S. Census Bureau hat bei der Volkszählung 2020 eine Einwohnerzahl von 11.511 ermittelt.

## Geographie
Das County liegt im Südosten von Mississippi und hat eine Fläche von 1684 Quadratkilometern, wovon acht Quadratkilometer Wasserfläche sind. Es grenzt an folgende Countys:
| Jones County   |              | Wayne County  |
| Forrest County |              | Greene County |
|                | Stone County | George County |

## Geschichte

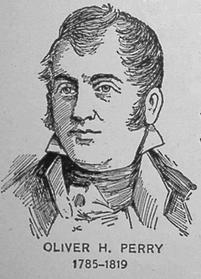
Oliver H. Perry

Das Perry County wurde am 3. Februar 1820 aus Teilen des Greene County gebildet. Benannt wurde es nach Oliver Hazard Perry (1785–1819), einem US-amerikanischen Marineoffizier und Helden, der durch den Britisch-Amerikanischen Krieg von 1812 bekannt wurde.
Zwei Orte im County sind im National Register of Historic Places eingetragen (Stand 2. Februar 2018).

## Demografische Daten

Alterspyramide des Perry Countys (Stand: 2000)

Nach der Volkszählung im Jahr 2000 lebten im Perry County 12.138 Menschen in 4420 Haushalten und 3332 Familien. Die Bevölkerungsdichte betrug 7 Personen pro Quadratkilometer. Ethnisch betrachtet setzte sich die Bevölkerung zusammen aus 76,17 Prozent Weißen, 22,59 Prozent Afroamerikanern, 0,33 Prozent amerikanischen Ureinwohnern, 0,12 Prozent Asiaten, 0,05 Prozent Bewohnern aus dem pazifischen Inselraum und 0,28 Prozent aus anderen ethnischen Gruppen; 0,47 Prozent stammten von zwei oder mehr Ethnien ab. 1,01 Prozent der Bevölkerung waren spanischer oder lateinamerikanischer Abstammung, die verschiedenen der genannten Gruppen angehörten.
Von den 4420 Haushalten hatten 37,6 Prozent Kinder unter 18 Jahren, die mit ihnen lebten. 58,1 Prozent waren verheiratete, zusammenlebende Paare, 13,2 Prozent waren allein erziehende Mütter und 24,6 Prozent waren keine Familien. 21,9 Prozent aller Haushalte waren Singlehaushalte und in 8,7 Prozent lebten Menschen im Alter von 65 Jahren oder darüber. Die durchschnittliche Haushaltsgröße lag bei 2,72 und die durchschnittliche Familiengröße bei 3,18 Personen.
28,7 Prozent der Bevölkerung war unter 18 Jahre alt, 10,0 Prozent zwischen 18 und 24, 28,0 Prozent zwischen 25 und 44, 22,2 Prozent zwischen 45 und 64 Jahre alt und 11,1 Prozent waren 65 Jahre oder älter. Das Durchschnittsalter betrug 34 Jahre. Auf 100 weibliche kamen statistisch 95,6 männliche Personen und auf 100 Frauen im Alter von 18 Jahren oder darüber kamen 91,1 Männer.
Das durchschnittliche Einkommen eines Haushaltes betrug 2014 geschätzt 44.237 USD, das einer Familie 49.526 USD. Das Pro-Kopf-Einkommen lag bei 16.814 USD. Etwa 20,8 Prozent der Bevölkerung lebten unterhalb der Armutsgrenze.

## Städte und Gemeinden
- Beaumont
- New Augusta
- Richton